# Leticia Herrera Sánchez
Leticia Herrera Sánchez —Puntarenas, Costa Rica, 11 de marzo de 1949— es una política y exguerrillera nicaragüense. Es una de las primeras mujeres comandantes del Frente Sandinista de Liberación Nacional —FSLN— de Nicaragua.

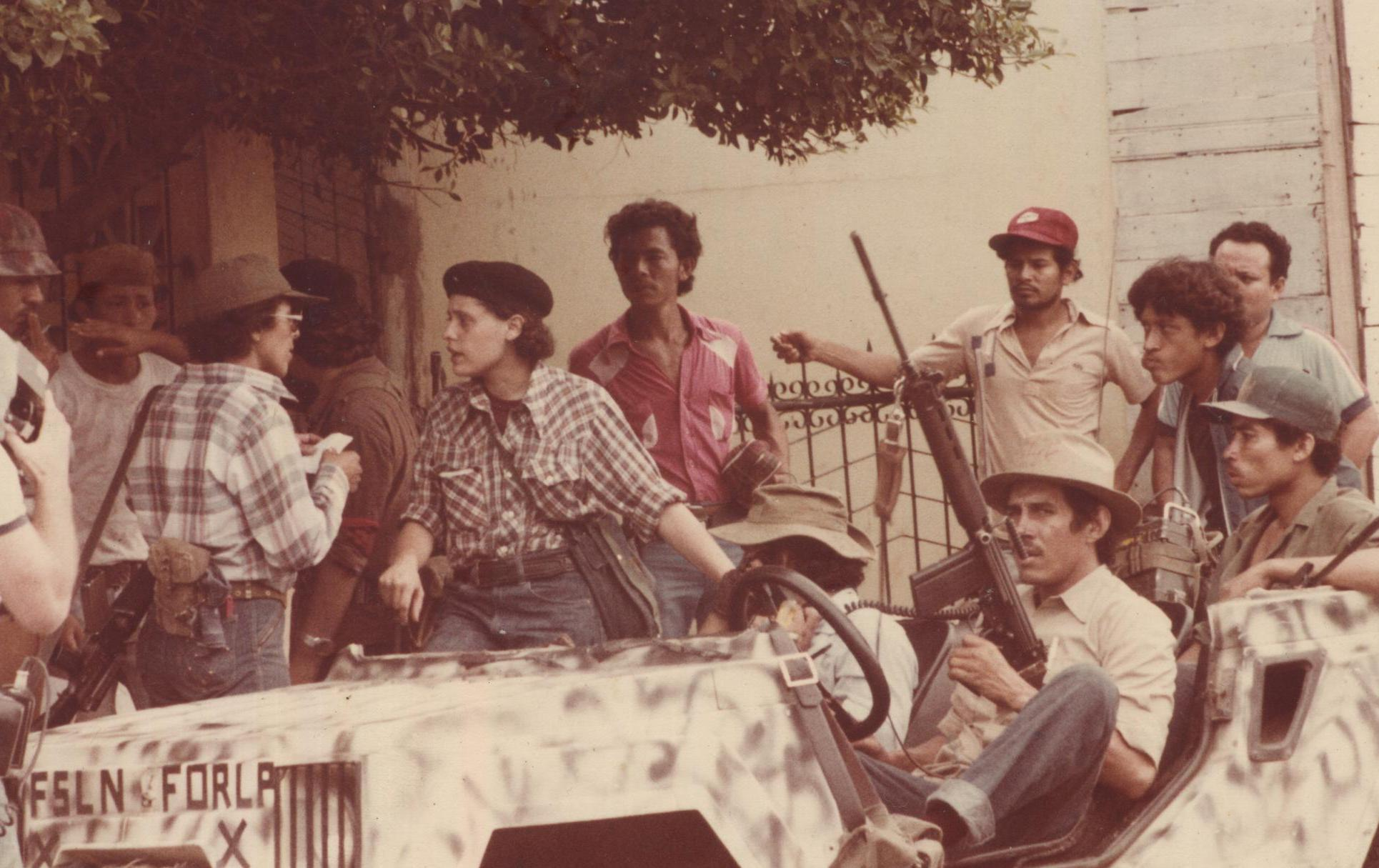
Leticia Herrera, Dora María, Fanor Urroz (Mariano) y El Gato. Junio 1979.

## Primeros años
Leticia Herrera nació en Costa Rica, en el transcurso del exilio de su padre, un obrero y sindicalista nicaragüense que fue perseguido durante la dictadura somocista. Completó gran parte de la educación primaria y secundaria en Costa Rica; a los 14 años ya había formado una organización socialista en el instituto en el que estudiaba.

## Militancia
Gracias a una beca, viajó a la URSS a estudiar Derecho en la actual Universidad Rusa de la Amistad de los Pueblos en Moscú, donde se graduó. Durante su estancia en Rusia, en 1968, fue reclutada por una célula del FSLN para integrar el movimiento guerrillero nicaragüense.
Posteriormente cual viajó a Líbano para ser entrenada militarmente por la Organización para la Liberación de Palestina. En 1970 regresó a Nicaragua tras haber pasado por Italia, España, México, Guatemala y Honduras, hasta que en 1974 se integró al comando Juan José Quezada, donde se le otorgaron los nombres de guerra Vichy y Miriam a los fines de resguardar su identidad.
En ese mismo año 1974, fue una de las líderes del "Operativo Diciembre Victorioso", un asalto a la residencia de José María Castillo Quant, en la capital Managua, donde se tomaron de rehenes a altos funcionarios del gobierno somocista a cambio de la liberación de los presos políticos del FSLN que tenía el gobierno. Como resultado de esta operación, se produjo una negociación entre los somocistas y el comando guerrillero que permitió el intercambio entre los altos funcionarios rehenes y los presos políticos de la organización guerrillera.
El éxito del operativo constituyó una importante victoria política para el FSLN, aunque la Revolución Sandinista aún tardaría cinco años en realizarse.
Herrera estuvo diez años en la clandestinidad a lo largo de su participación en el Frente Sandinista, en el que desempeñó varias tareas, entre ellas la de responsable de seguridad de Daniel Ortega tras el regreso de éste a Managua tras su liberación. El político es el padre del segundo de los tres hijos de Leticia.
Con el triunfo del FSLN, Leticia Herrera fue desplazada de las actividades militares a realizar campañas de alfabetización e higiene en el nuevo régimen, que ayudaron a reducir la mortalidad infantil y materna en Nicaragua.
De 1985 a 1996 fue diputada, vicepresidente de la Asamblea Nacional de Nicaragua entre 1985 y 1990, y jefa del Comité de Defensa Sandinista, donde estuvo en la proximidad de las comarcas, comunidades y municipios para desarrollar brigadas de salud, alfabetización y vigilancia revolucionaria.
En 2007 fue designada por el gobierno de Ortega como cónsul de Nicaragua en Costa Rica.
Fue titular de la Dirección de Resolución Alterna de Conflictos (DiRAC) hasta su destitución en 2014.

## Obra
"Guerrillera, mujer y comandante de la Revolución sandinista, memorias de Leticia Herrera" , Editorial Icaria, Barcelona 2013.